# Daniel Eduardo Juárez
Daniel Eduardo Juárez (San Salvador de Jujuy, Provincia de Jujuy, Argentina; 30 de julio de 2001) es un futbolista argentino. Juega como mediapunta o delantero y su actual equipo es Gimnasia y Esgrima de Jujuy de la Primera Nacional. Es hijo de Daniel "Pájaro" Juárez y sobrino de Oscar "Pájaro" Juárez, ambos exfutbolistas.

## Trayectoria
Daniel Juárez hizo toda su etapa formativa en las divisiones inferiores de Gimnasia y Esgrima de Jujuy. Luego de un muy buen 2018 (donde se destacó en la liga local, el Torneo Regional del NOA y la Copa Jujuy) fue promovido al plantel profesional y en enero de 2019 firmó su primer contrato. El 17 de marzo de ese año tuvo su debut oficial en la Primera B Nacional siendo titular en la derrota de Gimnasia 2-0 ante Central Córdoba de Santiago del Estero.
Su juventud y sus condiciones futbolísticas despertaron el interés de un par de clubes de Primera División: si bien estuvo cerca de fichar por Talleres de Córdoba, finalmente fue Unión de Santa Fe quien a principios de 2020 decidió adquirir el 40% de su pase y firmarle un contrato hasta junio de 2023. El futbolista siguió jugando en el Lobo durante algunos meses y recién a mitad de año se incorporó a la entidad rojiblanca.

## Estadísticas
- Actualizado al 10 de agosto de 2025

### Clubes
| Club                       | Div.                | Temporada           | Liga | Liga | Copa Nacional | Copa Nacional | Copa Internacional | Copa Internacional | Total | Total |
| Club                       | Div.                | Temporada           | PJ   | G    | PJ            | G             | PJ                 | G                  | PJ    | G     |
| -------------------------- | ------------------- | ------------------- | ---- | ---- | ------------- | ------------- | ------------------ | ------------------ | ----- | ----- |
| Gimnasia (J) Argentina     | 2.ª                 | 2018/19             | 3    | 0    | -             | -             | -                  | -                  | 3     | 0     |
| Gimnasia (J) Argentina     | 2.ª                 | 2019/20             | 15   | 2    | -             | -             | -                  | -                  | 15    | 2     |
| Gimnasia (J) Argentina     | 2.ª                 | 2025                | 13   | 0    | 1             | 0             | -                  | -                  | 14    | 0     |
| Gimnasia (J) Argentina     | Total               | Total               | 31   | 2    | 1             | 0             | -                  | -                  | 32    | 2     |
| Unión Argentina            | 1.ª                 | 2020                | -    | -    | 1             | 0             | 0                  | 0                  | 1     | 0     |
| Unión Argentina            | 1.ª                 | 2021                | 7    | 0    | 2             | 1             | -                  | -                  | 9     | 1     |
| Unión Argentina            | 1.ª                 | 2022                | 10   | 5    | 13            | 0             | 3                  | 1                  | 26    | 6     |
| Unión Argentina            | 1.ª                 | 2023                | 16   | 0    | 9             | 0             | -                  | -                  | 25    | 0     |
| Unión Argentina            | Total               | Total               | 33   | 5    | 25            | 1             | 3                  | 1                  | 61    | 7     |
| Barracas Central Argentina | 1.ª                 | 2024                | 8    | 0    | 11            | 0             | -                  | -                  | 19    | 0     |
| Barracas Central Argentina | Total               | Total               | 8    | 0    | 11            | 0             | -                  | -                  | 19    | 0     |
| Total en su carrera        | Total en su carrera | Total en su carrera | 72   | 7    | 37            | 1             | 3                  | 1                  | 112   | 9     |